# Truckee (Californie)
Pour les articles homonymes, voir Truckee.
Truckee est une municipalité du comté de Nevada en Californie, aux États-Unis.
C'est la localité la plus proche du col Donner, le col de montagne qu'emprunta le Premier chemin de fer transcontinental pour passer la Sierra Nevada.

## Démographie
| 1880  | 1890  | 1970  | 1980  | 1990  | 2000   |
| ----- | ----- | ----- | ----- | ----- | ------ |
| 1 147 | 1 350 | 1 392 | 2 389 | 3 484 | 13 864 |

| 2010   | - | - | - | - | - |
| ------ | - | - | - | - | - |
| 16 180 | - | - | - | - | - |